# Uta lemuroide
L'uta lemuroide (Hemibelideus lemuroides) és un dels membres més únics del grup dels pseudoquírids. De fet, és més proper al petaure gegant meridional (Petauroides volans) que a la resta d'utes. Aquest pòssum viu en una petita àrea entre Ingham i Cairns, a Queensland (Austràlia). També n'existeix una població aïllada a Carbine Tableland.